# Рогово (Луганская область)
Рогово (укр. Рогове) — село, относится к Новопсковскому району Луганской области Украины.
Население по переписи 2001 года составляло 706 человек. Почтовый индекс — 92341. Телефонный код — 6463. Занимает площадь 5,65 км². Код КОАТУУ — 4423387001.

## Местный совет
92341, Луганська обл., Новопсковський р-н, с. Рогове, вул. Жовтнева, 2  (укр.)